# Kléhó
A kléhó vagy búbos sarlósfecske (Hemiprocne longipennis) a madarak osztályának sarlósfecske-alakúak (Apodiformes)  rendjébe és az erdei sarlósfecskefélék (Hemiprocnidae) családjába tartozó faj.

## Előfordulása
Brunei, Indonézia, Malajzia, Mianmar, Szingapúr és Thaiföld területén honos. Erdők lakója.

## Alfajai
- Hemiprocne longipennis dehaani
- Hemiprocne longipennis harterti
- Hemiprocne longipennis longipennis
- Hemiprocne longipennis mendeni
- Hemiprocne longipennis ocyptera
- Hemiprocne longipennis perlonga
- Hemiprocne longipennis thoa
- Hemiprocne longipennis wallacii

## Megjelenése
Hossza 23 centiméter. Hosszú villás farka van.

## Életmódja
Kisebb csapatokban a fák tetején pihen és innen csap le repülő rovarokból álló táplálékára.

## Szaporodása
Fák ágainak oldalára ragasztott csésze alakú fészekbe rakja egy tojását.

## Külső hivatkozás
- Képek az interneten a fajról
- Ibc.lynxeds.com - videók a fajról